# Леярна (Крушево)
Леярната за производство на боеприпаси на Вътрешната македоно-одринска революционна организация в Крушево съществува по време на Илинденско-Преображенското въстание от 4 до 13 август 1903 година. От 1998 до 2003 година къщата е обновена и на 2 август 2003 година отваря врати като Музей „Леярна“ (на македонска литературна норма: Леарница), в който са изложени предмети и оръжия произведени в нея.
Леярната е била разположена в къщата на братята Илия и Косту Лапеви, днес на улица Тома Никле № 57. Създадена е с наредба на Временното правителство на Крушевската република, начело с Никола Карев, на 4 август 1903 година. Леярната е ръководена от железарите и тюфекчии Ставре Боряр и Митка Манак, а надзорът е бил в ръцете на Никола Киров Майски, Наум Томалевски, Стерю Блажев и Атанас Попхристов. В мазето на е било разположено огнище с мях за правене на оръжие и леене на куршуми.
В направения музей има богата колекция на оръжия от XVII, XVIII и XIX век – топове, кремъчни пушки и револвери, ятагани, барутници, оловни изстреляни куршуми, произведени от леарната и изкопани в местността Слива, където се водят тежки сражения с османците. В колекцията има и мартини, както и пушки занаятчийско производство от Франция, Англия, Австро-Унгария, Гърция, Италия, Белгия, Русия.
В 1953 година леярната е обявена за паметник на културата.
В подобните леярни на ВМОРО са произвеждани гранати и експлозиви, като основен принос за това има Наум Тюфекчиев. Първата такава бомболеярна е организирана в кюстендилското село Сабляр.